# Welsh International 2005
Die Welsh International 2005 im Badminton fanden vom 1. bis zum 4. Dezember 2005 in Cardiff statt.

## Medaillengewinner
| Disziplin    | Gold                          | Silber                             | Bronze                            |
| ------------ | ----------------------------- | ---------------------------------- | --------------------------------- |
| Herreneinzel | Chetan Anand                  | Rajiv Ouseph                       | Carl Baxter                       |
| Herreneinzel | Chetan Anand                  | Rajiv Ouseph                       | Zhu Min                           |
| Dameneinzel  | Eleanor Cox                   | Perrine Lebuhanic                  | Nicola Cerfontyne                 |
| Dameneinzel  | Eleanor Cox                   | Perrine Lebuhanic                  | Rachel Howard                     |
| Herrendoppel | Andrew Ellis Dean George      | Edward Foster Matthew Honey        | Matthew Hughes Martyn Lewis       |
| Herrendoppel | Andrew Ellis Dean George      | Edward Foster Matthew Honey        | Chris Adcock Peter Mills          |
| Damendoppel  | Hayley Connor Heather Olver   | Mariana Agathangelou Rachel Howard | Elizabeth Brett Jessica White     |
| Damendoppel  | Hayley Connor Heather Olver   | Mariana Agathangelou Rachel Howard | Kerry Ann Sheppard Caroline Smith |
| Mixed        | Valiyaveetil Diju Jwala Gutta | Watson Briggs Imogen Bankier       | Edward Foster Heather Olver       |
| Mixed        | Valiyaveetil Diju Jwala Gutta | Watson Briggs Imogen Bankier       | Benoît Azzopard Lea Pailloncy     |